# Escola de Música Ireneu Segarra de Palma
L'Escola de Música Ireneu Segarra de Palma és una escola de música de Mallorca que utilitza el mètode del pare Ireneu Segarra.
El mes de setembre de l’any 1982, un grup de pedagogs i mestres relacionats amb el món de la música, juntament amb el director de l'Institut de Ciències de l’Educació de la Universitat de les Illes Balears (UIB), Dr. Antoni Colom, iniciaren el projecte d'engegar una Escola de Música, a imatge de la que, nou anys endarrere, s'havia creat a Catalunya. El mètode fundat per Ireneu Segarra (1917-2005), mestre de l'escolania i capella de Montserrat, havia atret, des dels primers acords, l’atenció dels ensenyants. El tret de sortida d’aquesta aventura fou l’encàrrec d’un grup de pedagogs, al davant del qual se situà el rector de la Universitat de Barcelona(UB), que apostaren per l’experiència del benedictí i pel seu profund coneixement de les diferents metodologies que imperaven en l’ensenyament de la música a Europa.
L'Escola de Música Ireneu Segarra de Palma rebé el 2013 el Premi Emili Darder dels premis 31 de Desembre atorgats per l'Obra Cultural Balear (OCB).